# Changhsingien
| Systeem                                                                                   | Serie         | Etage         | Ouderdom (Ma) | Lithostratigrafie |
| ----------------------------------------------------------------------------------------- | ------------- | ------------- | ------------- | ----------------- |
| Trias                                                                                     | Onder         | Indien        | jonger        | Buntsandstein     |
| Perm                                                                                      | Lopingien     | Changhsingien | 252,2–254,2   | Buntsandstein     |
| Perm                                                                                      | Lopingien     | Changhsingien | 252,2–254,2   | Zechstein         |
| Perm                                                                                      | Lopingien     | Wuchiapingien | 254,2–259,9   |                   |
| Perm                                                                                      | Guadalupien   | Capitanien    | 259,9–265,1   |                   |
| Perm                                                                                      | Guadalupien   | Wordien       | 265,1–268,8   |                   |
| Perm                                                                                      | Guadalupien   | Roadien       | 268,8–272,3   |                   |
| Perm                                                                                      | Cisuralien    | Kungurien     | 272,3–279,3   | Rotliegend        |
| Perm                                                                                      | Cisuralien    | Artinskien    | 279,3–290,1   | Rotliegend        |
| Perm                                                                                      | Cisuralien    | Sakmarien     | 290,1–295,5   | Rotliegend        |
| Perm                                                                                      | Cisuralien    | Asselien      | 295,5–298,9   | Rotliegend        |
| Carboon                                                                                   | Pennsylvanien | Gzhelien      | ouder         | Rotliegend        |
| Carboon                                                                                   | Pennsylvanien | Gzhelien      | ouder         |                   |
| Indeling van het Perm volgens de ICS samen met de Europese lithostratigrafische indeling. |               |               |               |                   |

Het geologisch tijdvak Changhsingien of Changxingien (Vlaanderen: Changhsingiaan) is in de geologische tijdschaal van de ICS de laatste tijdsnede in het late Perm (Lopingien), die duurde van 254,2 ± 0,1 tot 252,2 ± 0,5 Ma. In de stratigrafie is het de bovenste etage in het systeem Perm. Het Changhsingien komt na/op het Wuchiapingien en na het Changhsingien komt het Indien, de vroegste tijdsnede van het Trias.
Het Changhsingien is een internationale tijdseenheid, maar regionaal bestaan alternatieven. In Rusland wordt de etage ook wel Ta(r)tarian genoemd. De etage Changhsingien correleert met het bovenste Ochoan in Noord-Amerika en het bovenste Amarassian van Nieuw-Zeeland.

## Naam en definitie
Het Changhsingien is genoemd naar de Chinese stad Chángxīng (hanzi: 长兴市, in de provincie Zhèjiāng). In de buurt van Chángxīng bevindt zich ook de GSSP van het Changhsingien, in een sectie met de naam Meishan-profiel D.
De basis van de etage ligt bij het eerste voorkomen van de conodont Clarkina wangi. De top ligt bij het eerste voorkomen van de conodont Hindeodus parvus. Het einde van het Changhsingien valt samen met de Perm-Trias-massa-extinctie, de grootste massa-extinctie die ooit in de geschiedenis van de Aarde plaatsvond.